# 가미카와 도루
가미카와 도루(일본어: 上川徹, 1963년 6월 8일 ~ )는 2007년 1월에 은퇴한 일본의 옛 축구 심판이다.
그는 1996년에 J리그 프로 심판으로 데뷔하였으며, 1998년에 국제 축구 연맹으로부터 국제 심판 자격을 취득하였다. 이후 2002년 FIFA 월드컵에서 아일랜드와 카메룬의 조별 예선 경기의 주심을 맡았으며, 2006년 FIFA 월드컵에서 폴란드와 에콰도르, 잉글랜드와 트리니다드 토바고의 조별 예선 두 경기, 독일과 포르투갈의 3, 4위전 경기의 주심을 맡았다.
또한 그는 2002년 아시아 축구 연맹으로부터 올해의 심판상을 받았으며, 2003년과 2006년에 J리그 올해의 심판상을 받기도 하였다.